# Down in the cellar
Down in the cellar is het veertiende studioalbum van Al Stewart. Het was zijn tweede album met Laurence Juber als muziekproducent. Stewart bezong op vorige albums veelal historische gebeurtenissen, dit album is gewijd aan wijn. Het album is opgenomen in de Sign of the Scorpio Studio en Capitol B Studio, beide in Californië.

## Musici
- Akoestische gitaar – Laurence Juber, Al Stewart
- Elektrische gitaar – Laurence Juber
- piano, hammondorgel – Jim Cox
- basgitaar en contrabas – Domenic Genova
- slagwerk – Michael Jochum
- accordeon – David Jackson (Sergio) en Peter White (Toutes les étoiles)
- viool – Bruce Dukov, Rachel Purkin
- altviool – Simon Boswell
- cello - David Low

## Muziek
Allen van Stewart, behalve waar aangegeven

| Nr. | Titel                                | Duur |
| --- | ------------------------------------ | ---- |
| 1.  | Waiting for Margaux                  | 4:35 |
| 2.  | Tasting history (Juber, Stewart)     | 4:05 |
| 3.  | Down the cellars                     | 3:10 |
| 4.  | Turning it into water                | 4:36 |
| 5.  | SoHo (Bert Jansch)                   | 4:00 |
| 6.  | The night that the band got the wine | 6:09 |
| 7.  | Millie Brown                         | 2:40 |
| 8.  | Under the wine-stained moon          | 3:34 |
| 9.  | Franklin’s table                     | 4:24 |
| 10. | House of clocks                      | 3:00 |
| 11. | Sergio                               | 3:20 |
| 12. | Toutes les étoiles                   | 2:11 |
| 13. | The Shiraz shuffle (Juber, Stewart)  | 1:55 |